# Roberto Battelli
Roberto Battelli, slovenski politik, poslanec in novinar italijanskega rodu, * 19. oktober 1954, Pulj, † april 2024.

## Življenjepis
Rodil se je v Pulju v družini novinarja Ettora Battellija. V Kopru je obiskoval italijansko osnovno šolo in gimnazijo. Na Filozofski fakulteti v Ljubljani je študiral filozofijo in primerjalno književnost. 
Leta 1975 je študij opustil in se kot novinar in urednik zaposlil na TV Koper - Capodistria. Leta 1989 je odšel in postal dopisnik dnevnika La Voce del Popolo. Naslednje leto je kot predstavnik italijanske manjšine kandidiral na parlamentarnih volitvah in bil izvoljen v družbenopolitični zbor Socialistične republike Slovenije. Kasneje je bil še večkrat izvoljen v Državni zbor Republike Slovenije.

### Igralstvo
Odigral je glavno vlogo v filmu Krizno obdobje (1981) Francija Slaka.

## Poslanec Državnega zbora RS
Leta 1992 je bil izvoljen v 1. državni zbor Republike Slovenije; v tem mandatu je bil član naslednjih delovnih teles:
- Komisija za narodni skupnosti (podpredsednik in predsednik),
- Komisija za poslovnik,
- Komisija za evropske zadeve,
- Komisija za lokalno samoupravo in
- Odbor za mednarodne odnose.

Leta 1996 je bil izvoljen v 2. državni zbor Republike Slovenije; v tem mandatu je bil član naslednjih delovnih teles:
- Komisija za narodni skupnosti (podpredsednik od 16. januarja 1997),
- Komisija za poslovnik (od 16. januarja 1997),
- Komisija za evropske zadeve (od 16. januarja 1997),
- Ustavna komisija (od 12. junija 1997),
- Odbor za mednarodne odnose (od 16. januarja 1997) in
- Odbor za kulturo, šolstvo in šport (od 16. januarja 1997).[3]

Roberto Battelli, predstavnik italijanske narodne skupnosti, je bil leta 2004 četrtič izvoljen v Državni zbor Republike Slovenije; v tem mandatu je bil član naslednjih delovnih teles:
- Komisija za narodni skupnosti (podpredsednik),
- Odbor za zunanjo politiko,
- Odbor za kulturo, šolstvo in šport in
- Kolegij predsednika Državnega zbora RS.

Na državnozborskih volitvah leta 2011 je kot edini kandidat kandidiral za poslanca italijanske narodne skupnosti.
Na državnozborskih volitvah leta 2014 je bil ponovno izvoljen za poslanca italijanske narodne skupnosti.